# 4224 Susa
4224 Susa è un asteroide della fascia principale del diametro medio di circa 34,5 km. Scoperto nel 1988, presenta un'orbita caratterizzata da un semiasse maggiore pari a 2,9133382 UA e da un'eccentricità di 0,1904188, inclinata di 12,12151° rispetto all'eclittica.
L'asteroide è dedicato a Susan e Sara Hicks, figlie di Bill Hicks.